# 애비뉴 Q
《애비뉴 Q》는 2막으로 이뤄진 미국의 뮤지컬로, 로버트 로페즈와 제프 막스에 의해 창안되었고, 두 사람은 작품의 음악과 가사를 쓰기도 하였다.

## 개요
애비뉴 Q는 사람과 퍼펫(손을 넣어 조종할 수 있는 인형)의 조합으로 이루어진 새로운 장르의 뮤지컬이다. 퍼펫들을 주인공으로 등장시키고 흥겨운 음악에 맞춰 청춘들의 고민과 사회 부조리를 직설적인 대사로 유쾌하게 보여준다. 인형극의 형식을 띠고 있지만, 일반적인 인형극과는 달리 인형을 움직이는 배우들의 모습이 무대에 그대로 드러난다. 자신이 연기하는 인형과 똑같이 행동하고 똑같은 표정을 짓는 배우들의 모습은 작품의 몰입감을 더해준다. 애비뉴 Q는 미국 어린이 TV프로그램인 <세서미 스트리트(saseme street)>에 등장하는 주인공들이 성인이 된다면 어떤 모습일까 하는 상상력에서 출발한 작품이다. 처음에는 TV시리즈로 시작했다가 뮤지컬로 장르를 바꾸어 2003년 오프 브로드웨이 골든 시어터에서 초연하게 되었다. 초연 이후 4번이나 연장 공연을 하는 등 쾌거를 이루고 단 72회만에 브로드웨이로 입성하였다. 애비뉴 Q가 세운 이 기록은 아직도 깨지지 않고 있다. 2004년 토니상에서 각각 최고작품상, 각본상, 작곡상 3개 부문에서 수상을 하여 그랜드슬램을 달성하였다.

## 줄거리
애비뉴 Q라는 이름은 뉴욕 맨해튼에서 남북을 가로지르는 길을 애비뉴라고 부르고 알파벳으로 이름을 붙이는 것에서 유래된 것으로 뉴욕 맨해튼이 A라고 하면 애비뉴 Q는 뉴욕 번화가에서 가장 멀리 떨어져 있는 미국 뉴욕의 서민들이 모여사는 달동네와 같은 의미를 가진 곳이다. 애비뉴 Q는 큰 꿈과 얇은 지갑을 가지고 뉴욕에 온 순진한 영문과 졸업생인 프린스턴과 그 동네에 모여사는 이웃들의 이야기이다. 실직 중인 코미디언 브라이언과 테라피스트인 약혼녀 크리스마스 이브, 마음씨 좋지만 게으름뱅이 백수인 니키와 무언가를 숨기고 있는 듯한 그의 룸메이트 로드, 인터넷 중독자 트레키 몬스터, 유치원 교사인 케이트 몬스터가 그의 이웃이다. 프린스턴과 그의 이웃들은 일자리, 데이트, 그리고 인생의 목적을 찾으려 애쓴다. 애비뉴 Q에서 얽히고 설키며 살아가는 이웃들의 모습을 기발한 아이디어와 웃음으로 그려낸다.

## 등장인물
- 프린스턴(princeton):영문학 전공으로 대학을 졸업했지만, 직장을 구하지 못해 애비뉴 Q까지 흘러들어오게 된 22살의 백수
- 케이트 몬스터(kate Monster):유치원에서 보조 교사로 일하고 있다.
- 트레키 몬스터(Trekki Monster):세서미 스트리트의 쿠키 몬스터를 패러디한 캐릭터이다. 귀여운 캐릭터와의 모습과는 달리 음란물을 즐긴다.
- 니키(NiKKi):세서미 스트리트의 어니를 패러디한 캐릭터이다.
- 로드(Rod):세서미 스트리트의 버트를 패러디한 캐릭터이다. 금융권에 종사하고 있는 엘리트이다. 작품 후반에서 로드는 커밍아웃을 한다.
- 루시(Rucy):클럽에서 일하고 있는 가수
- 시슬트와트 여사(Miss sissleswat):케이트가 일하는 유치원의 원장

## 뮤지컬 넘버

### 제1막
- "The Avenue Q Theme" – Company
- "What Do You Do with a B.A. in English?" – Princeton
- "It Sucks to Be Me" – Brian, Kate Monster, Rod, Nicky, Christmas Eve, Gary Coleman, and Princeton
- "If You Were Gay" – Nicky with Rod
- "Purpose" – Princeton and Company (via "singing boxes")
- "Everyone's a Little Bit Racist" – Princeton, Kate, Gary, Brian, and Christmas Eve
- "The Internet Is for Porn" – Kate, Trekkie Monster, Brian, Gary Coleman, Rod, and Princeton
- "Mix Tape" – Kate and Princeton
- "I'm Not Wearing Underwear Today" – Brian
- "Special" – Lucy
- "You Can Be as Loud as the Hell You Want (When You're Makin' Love)" – Gary, The Bad Idea Bears, Princeton, Kate, and Company
- "Fantasies Come True" – Rod, Kate, Nicky and Princeton
- "My Girlfriend, Who Lives in Canada" – Rod
- "There's a Fine, Fine Line" – Kate

### 제2막
- "It Sucks to Be Me" (Reprise) – Princeton
- "There is Life Outside Your Apartment" – Brian, Princeton, Christmas Eve, Gary, Nicky, Trekkie Monster, Lucy, and Company
- "The More You Ruv Someone" – Christmas Eve and Kate
- "Schadenfreude" – Gary and Nicky
- "I Wish I Could Go Back to College" – Kate, Nicky and Princeton
- "The Money Song" – Nicky, Princeton, Gary, Brian and Christmas Eve
- "School for Monsters" – Trekkie Monster and Company
- "The Money Song" (Reprise) – Nicky, Princeton, Gary, Brian and Christmas Eve
- "There's a Fine, Fine Line" (Reprise) – Princeton and Kate
- "What Do You Do With a B.A. in English?" (Reprise) – Newcomer
- "For Now" – Company

## 참고 문헌
- https://terms.naver.com/entry.nhn?docId=3576893&cid=58778&categoryId=58778
- https://terms.naver.com/entry.nhn?docId=1355055&cid=40942&categoryId=33113